# Léonce de Terves
Léonce de Terves est un homme politique français né le 1er août 1840 à Angers (Maine-et-Loire) et décédé le 29 avril 1916 à Paris.

## Biographie
Conseiller général en 1875, il est député de Maine-et-Loire de 1881 à 1893, siégeant à droite, sur les bancs légitimistes.
Marié à Orbais (Belgique) le 31 août 1875 avec Mathilde Trémouroux, fille d'Hippolyte Trémouroux. Sans descendance. 

## Sources
- « Léonce de Terves », dans le Dictionnaire des parlementaires français (1889-1940), sous la direction de Jean Jolly, PUF, 1960 [détail de l’édition]
- « Léonce de Terves », dans Adolphe Robert et Gaston Cougny, Dictionnaire des parlementaires français, Edgar Bourloton, 1889-1891 [détail de l’édition]